# Усяжа
Усяжа (біл. вёска Усяжа) — село в складі Смолевицького району Мінської області, Білорусь. Село підпорядковане Усяжській сільській раді, розташоване в центральній частині області.